# 日本フラワーデザイナー協会
公益社団法人日本フラワーデザイナー協会（こうえきしゃだんほうじんにほんフラワーデザインきょうかい）は、公益社団法人の一つ。
1967年設立、1969年に文部科学省の許可を受けて社団法人となった。略称はNFD。
2010年に内閣府よりフラワーデザイナー組織として唯一の公益社団法人の認定を受ける。

## 主な活動
- 日本フラワーデザイン大賞
- NFD全国高校生フラワーデザインコンテスト
- NFDグランプリ
- WAFA(世界フラワーアレンジャー協会)
- 花ファッショントレンド
- ｢花fashion」誌
- 東日本大震災復興支援事業
- 援助助成金事業
- 全国障害者スポーツ大会
- 台湾花芸家協会総大会報告
- 関東東海花の展覧会
- NFDライブラリー

## その他
2014年夏　第1回「公益社団法人日本フラワーデザイナー協会 花検定」が開催される予定。

### 第60回 関東東海 花の展覧会

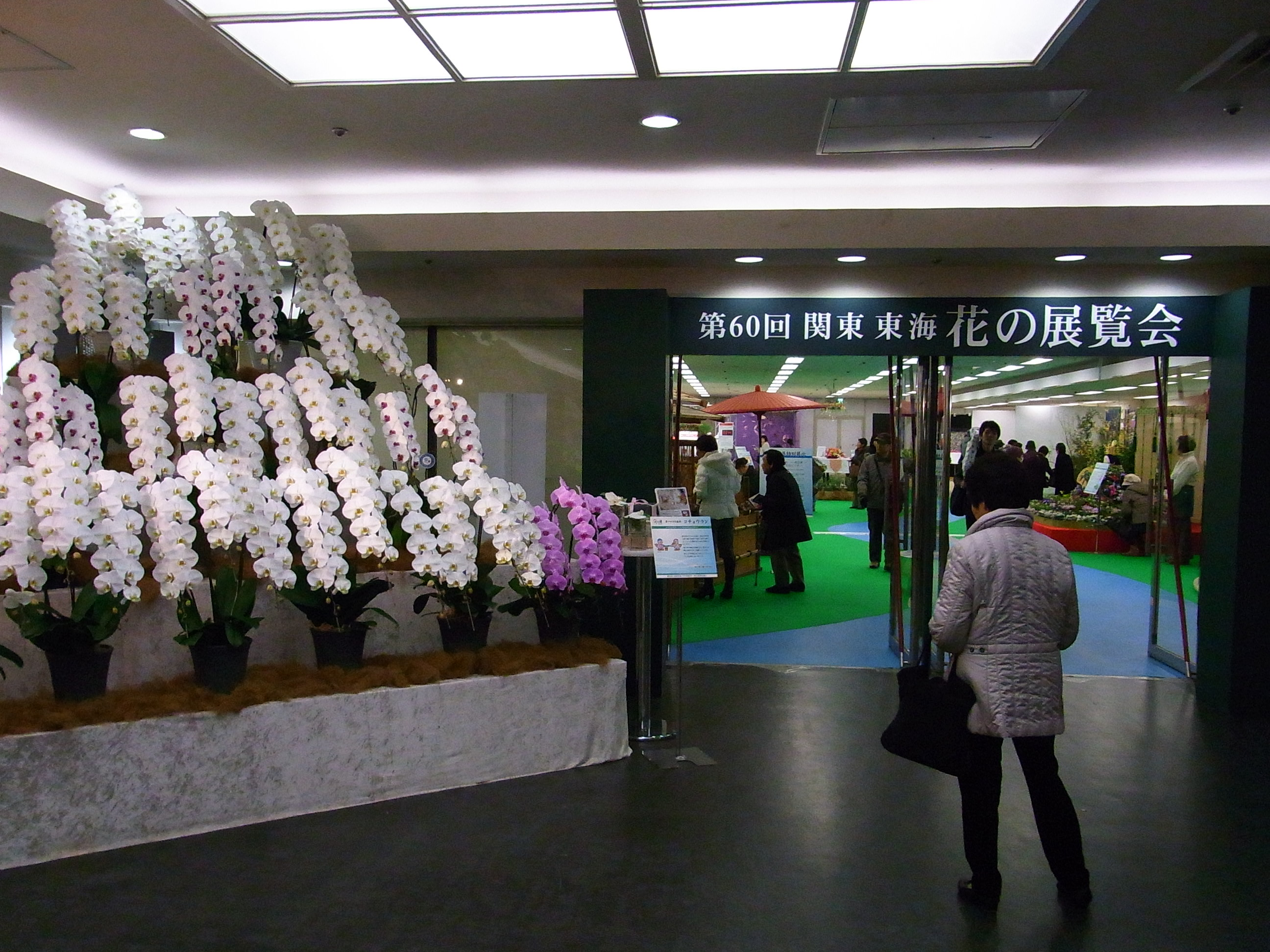
会場入口（2011年2月12日撮影）
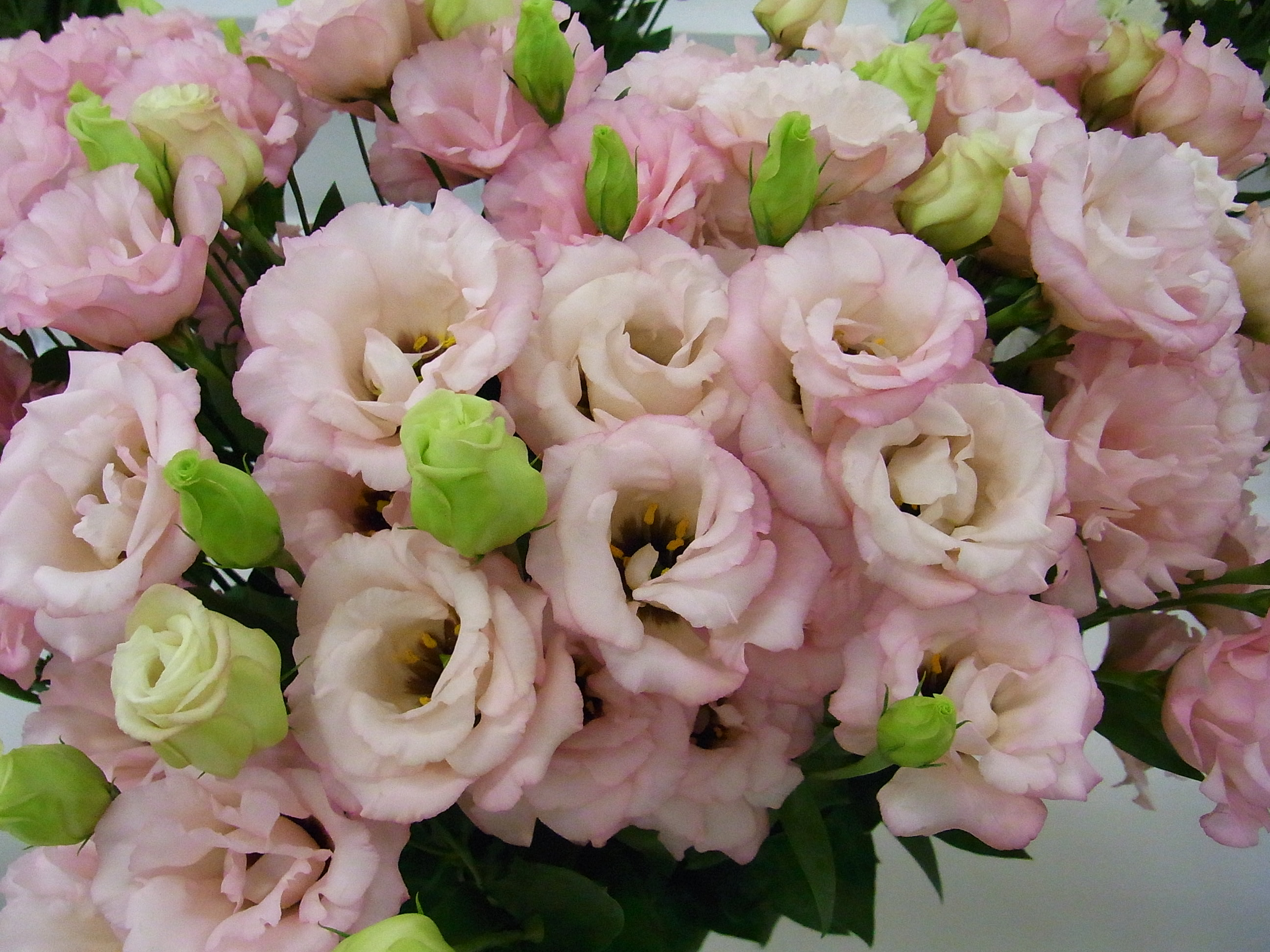
金賞 「桜みちる」（2011年2月12日撮影）
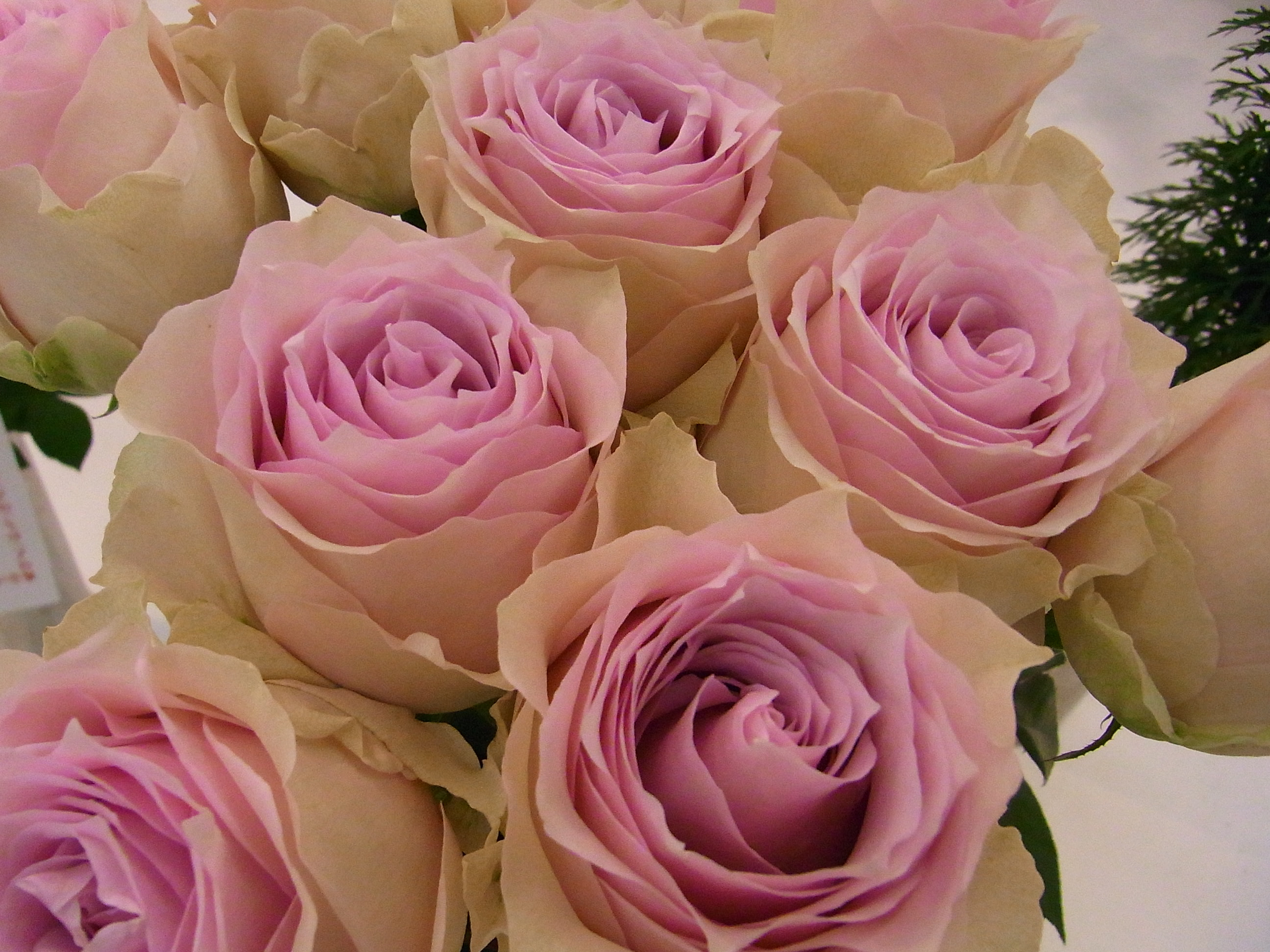
金賞 「リメインブランス」（2011年2月12日撮影）
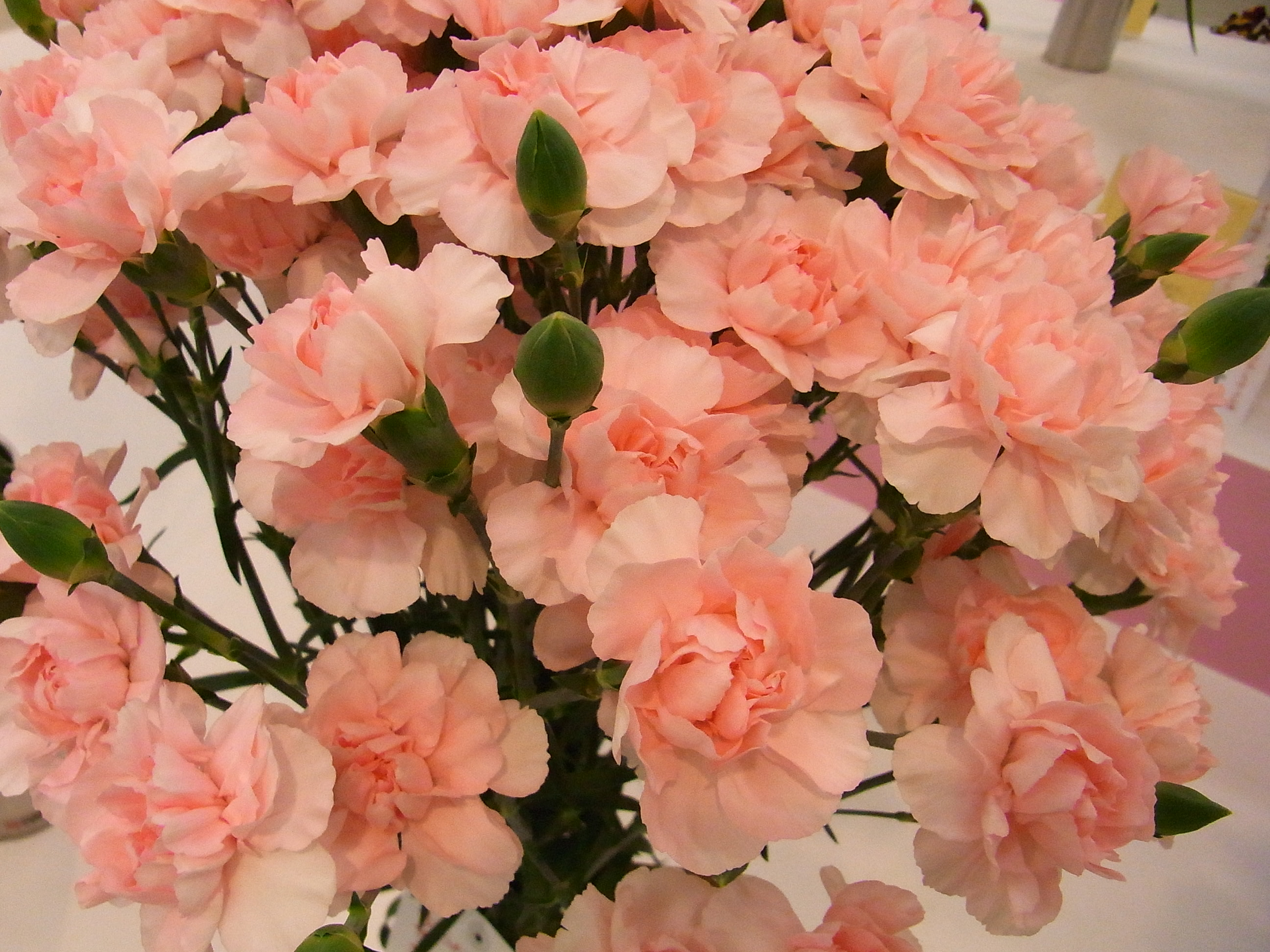
農林水産大臣賞 カーネーション「シルエット」（2011年2月12日撮影）
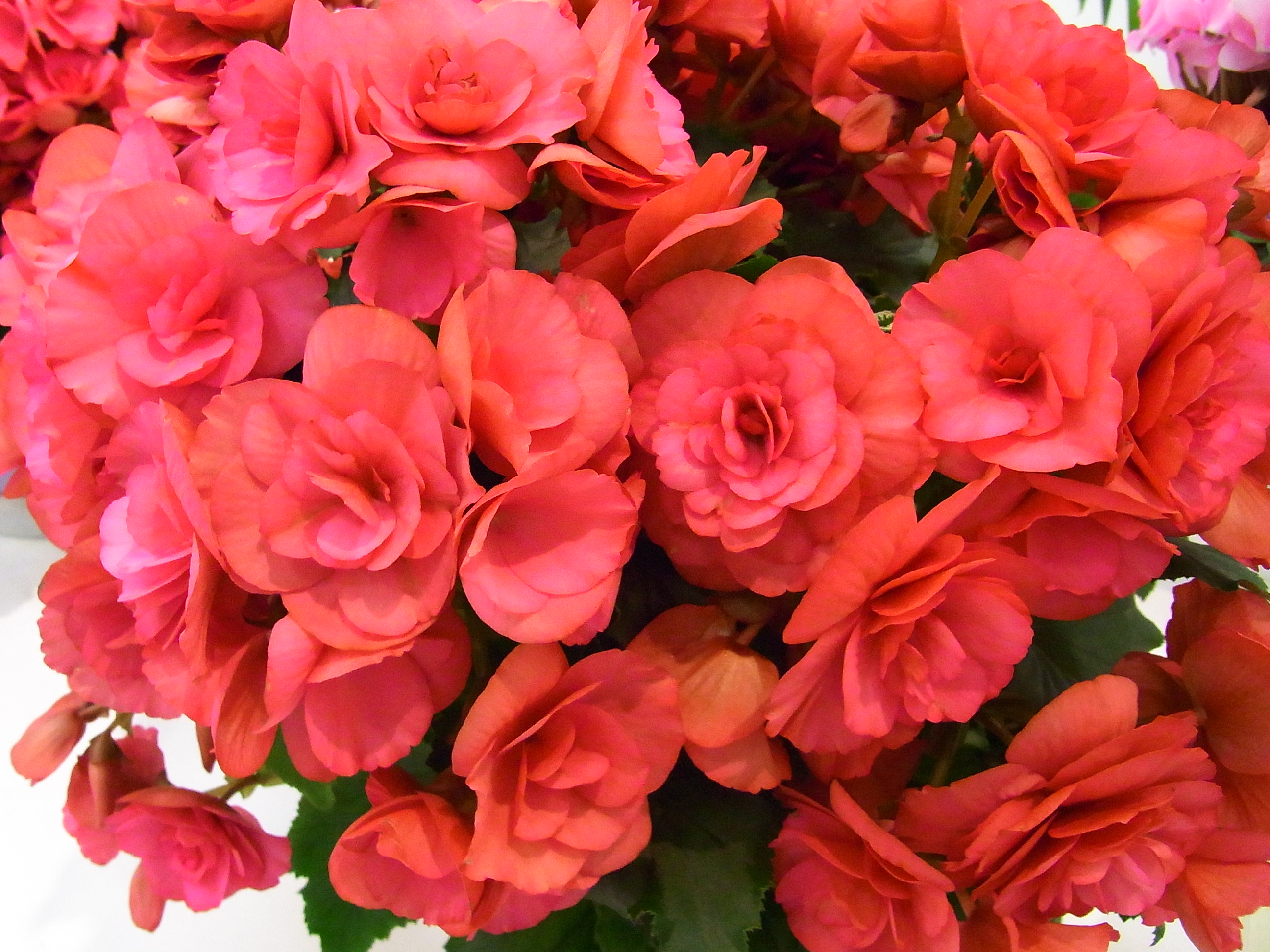
農林水産大臣賞 エラチオール・ベゴニア「ベラライラックピンク」（2011年2月12日撮影）
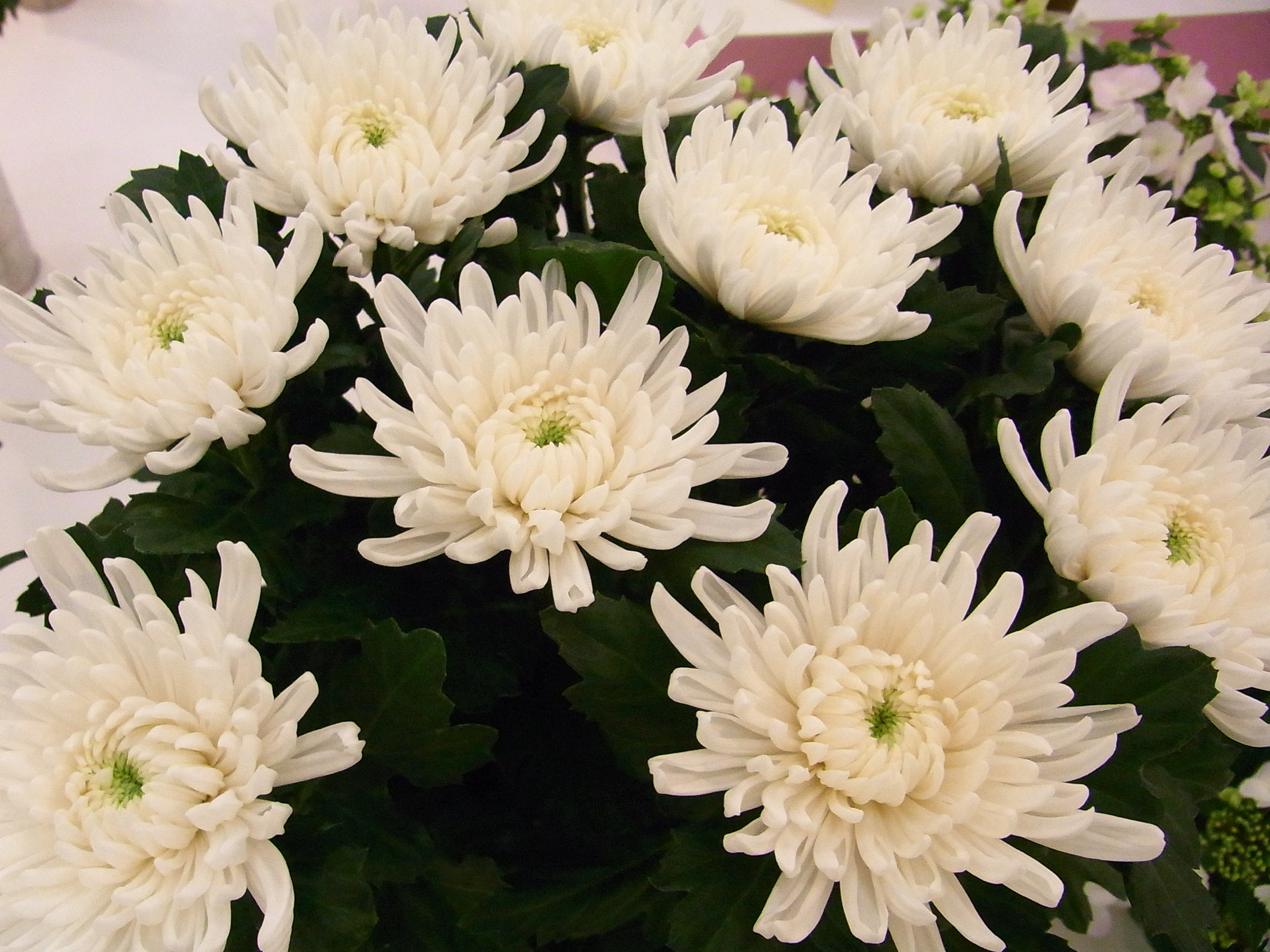
農林水産大臣賞 キク「神馬」（2011年2月12日撮影）